# Sergentomyia ashfordi
Sergentomyia ashfordi är en tvåvingeart som beskrevs av Davidson 1987. Sergentomyia ashfordi ingår i släktet Sergentomyia och familjen fjärilsmyggor.
Artens utbredningsområde är Etiopien. Inga underarter finns listade i Catalogue of Life.